# 新琴似神社
新琴似神社（しんことにじんじゃ）は、北海道札幌市北区新琴似8条3丁目1-6にある神社。
氏子世帯数は、33,500世帯である。
境内には、新琴似屯田兵中隊本部として使用されていた建物が1972年（昭和47年）に復元され、資料館となっている。

## 歴史
1887年（明治20年）5月20日に、陸軍屯田兵歩兵第一大隊第三中隊が、札幌の北に位置した琴似村新琴似の地に入植するが、まもなく中隊本部近くに神祠が建立された。これが、新琴似神社の始まりである。後に、5月20日を、例祭の日にちにしている。
その後、1906年（明治39年）に、奥殿が造築される。1913年（大正2年）に、社殿が造営される。1925年（大正14年）に、村社列格となる。
1945年（昭和20年）7月14日には、空襲に備えて札幌飛行場から運び出された飛行機の一部が境内の林の中に隠された。

## 祭神
- 天照皇大御神
- 豊受大神
- 神武天皇

## 主な年中行事
- 歳旦祭（1月1日）
- 元始祭（1月3日）
- 春の大祭（5月19日-21日）
- 秋の大祭（9月19日-21日）

## 碑
境内にはさまざまな理由で建てられた碑が集中しており、それぞれが北区歴史と文化の八十八選のうち、「2.水辺と開墾の道〈北・新川・新琴似・麻生コース〉」に選定されている。
なお、No.39は碑ではなく新琴似屯田兵中隊本部に与えられている。詳細は同項を参照。
34.東繁造君学勲碑（ひがししげぞうくん がくくんひ）
人間と動物の血液の鑑別法を発展させた東繁造の業績を称える碑。
35.新琴似兵村記念碑
1936年（昭和11年）、屯田兵入植50年を記念して建立。
36.新琴似の馬魂碑
農耕馬を供養するための碑。1975年（昭和50年）、当初の所在地である光明寺（新琴似7条1丁目）の前庭から移設された。
37.吹田晋平歌碑
文学者にして市議会議員であった吹田晋平の業績を称える碑。
38.新琴似「百年碑」
1986年（昭和61年）、新琴似地区開基100年を記念して建立。
40.新琴似「拓魂」碑
同じく開基100年に際して建立された、歴代の農業協同組合長の業績を称える碑。
41.新琴似「開村記念碑」
1892年（明治25年）、入植5年目に建立。
このほか、忠魂碑と殉国英霊の碑もある。

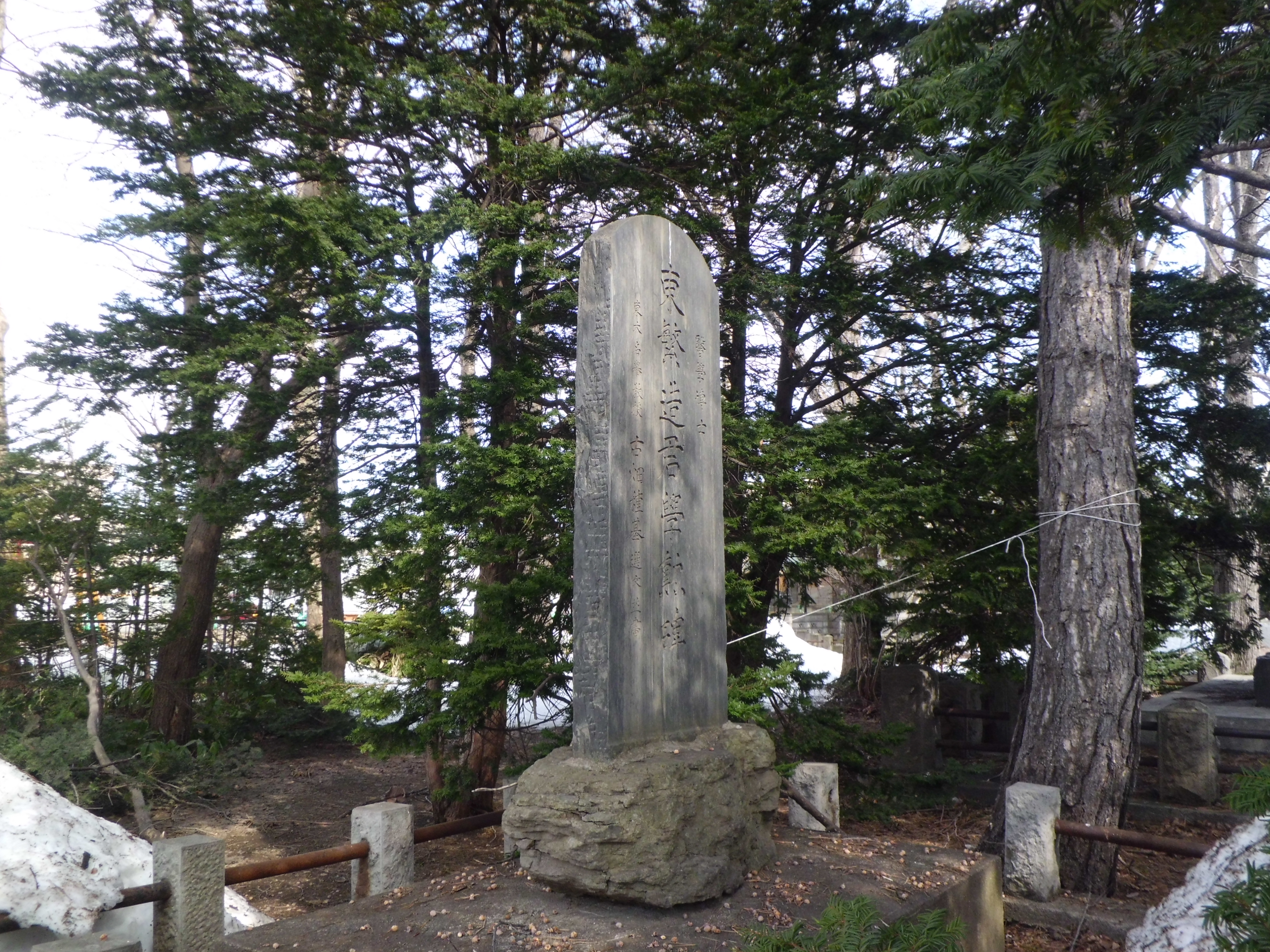
東繁造君学勲碑
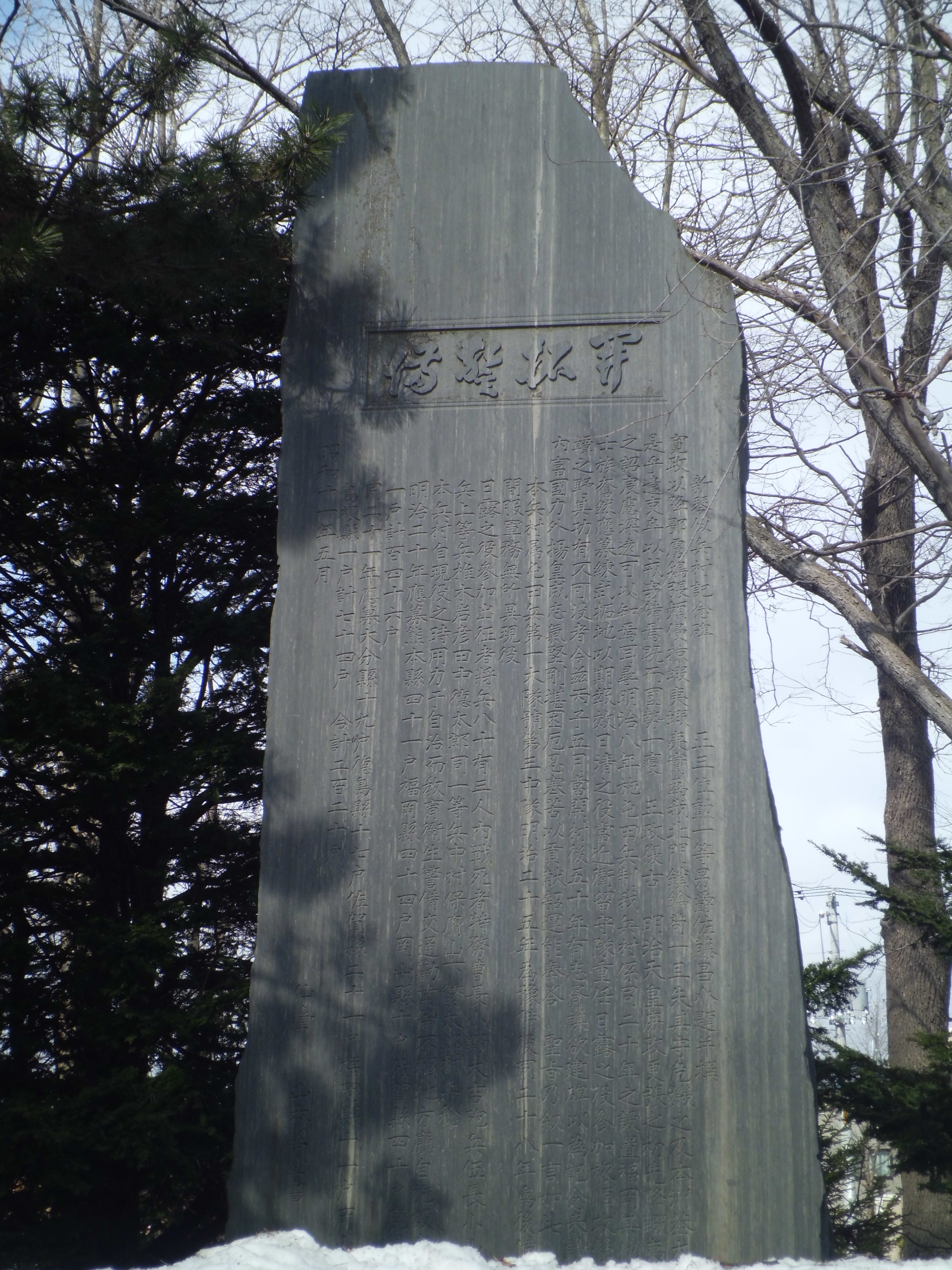
新琴似兵村記念碑
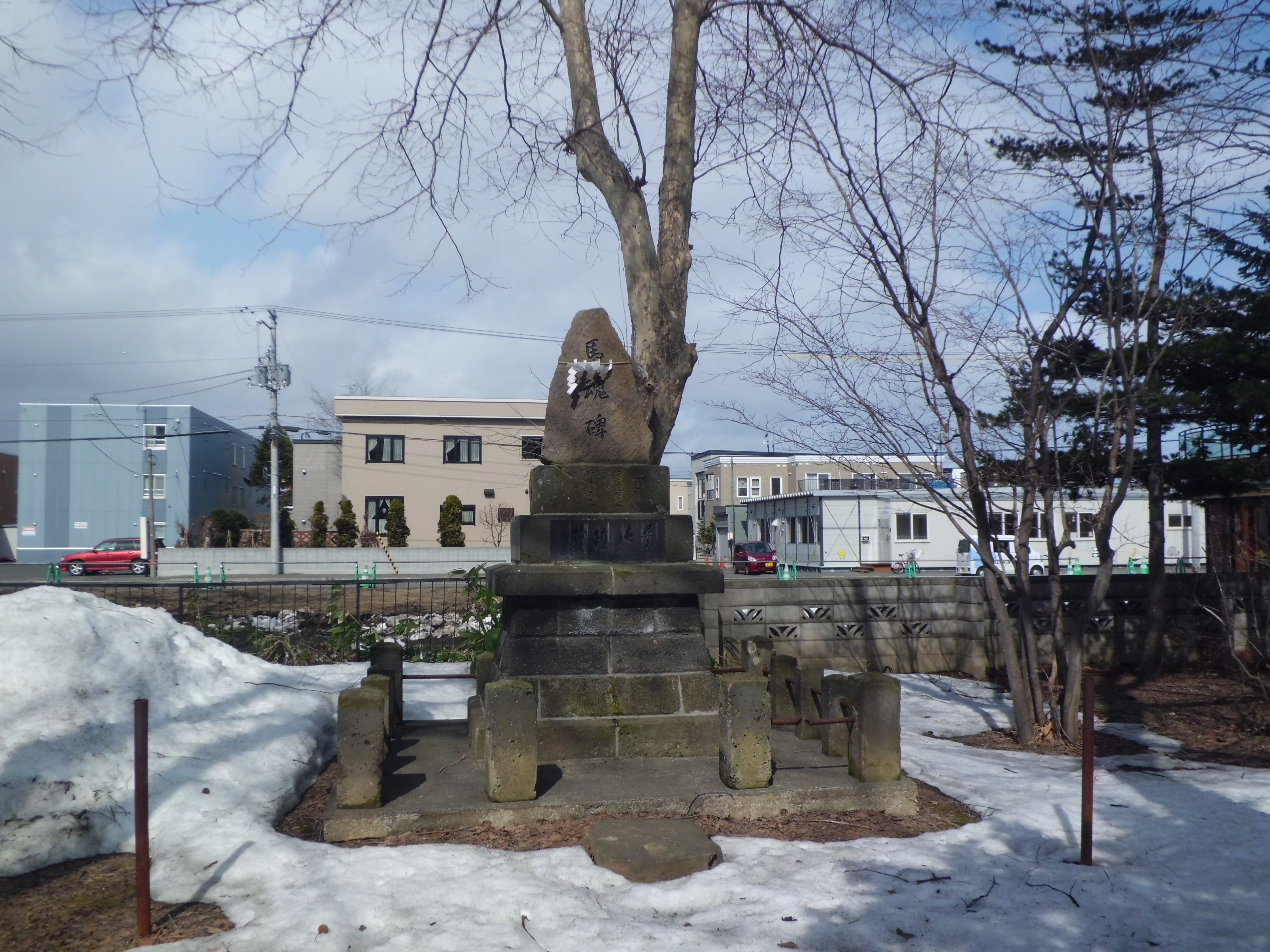
新琴似の馬魂碑
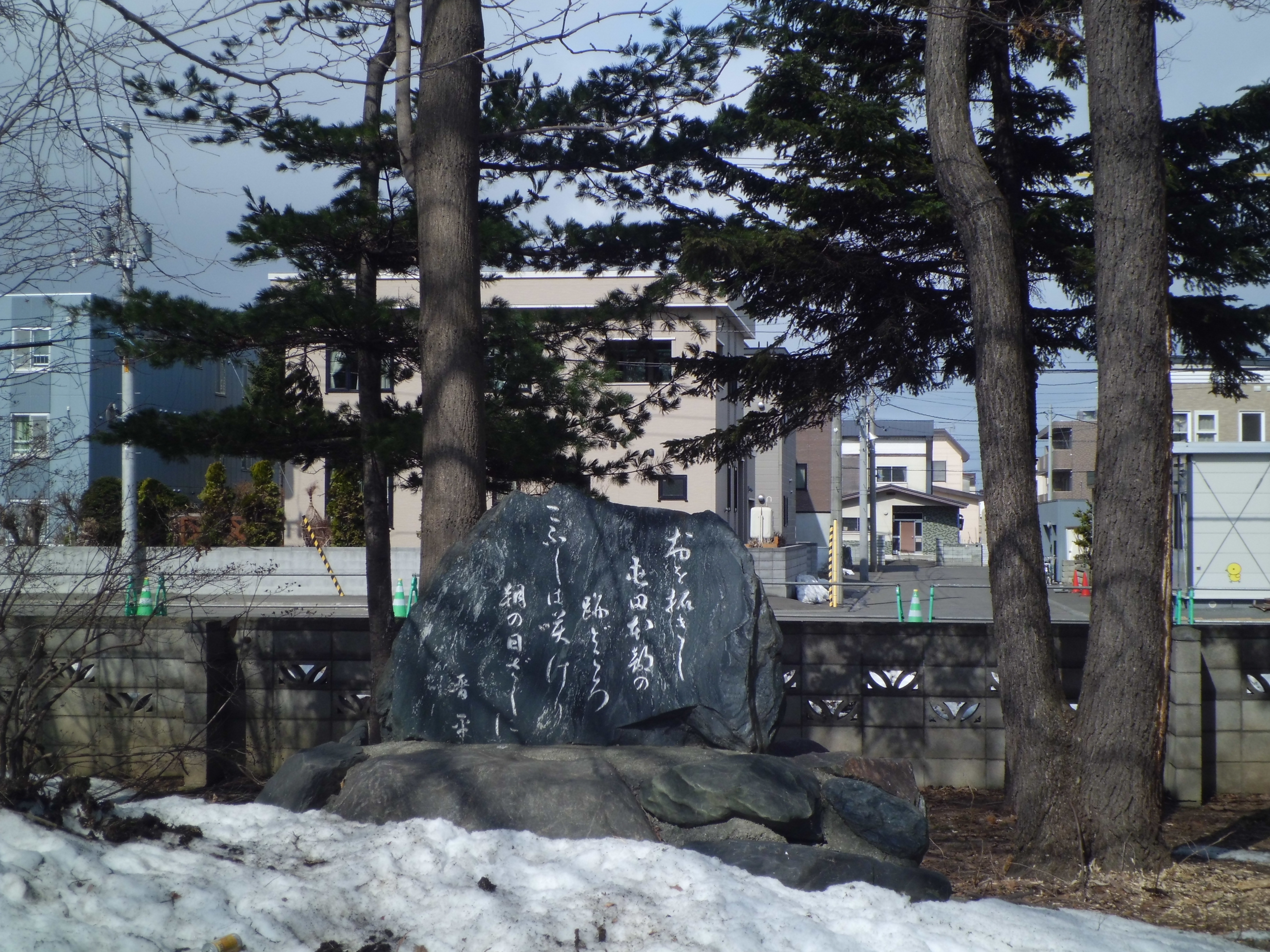
吹田晋平歌碑
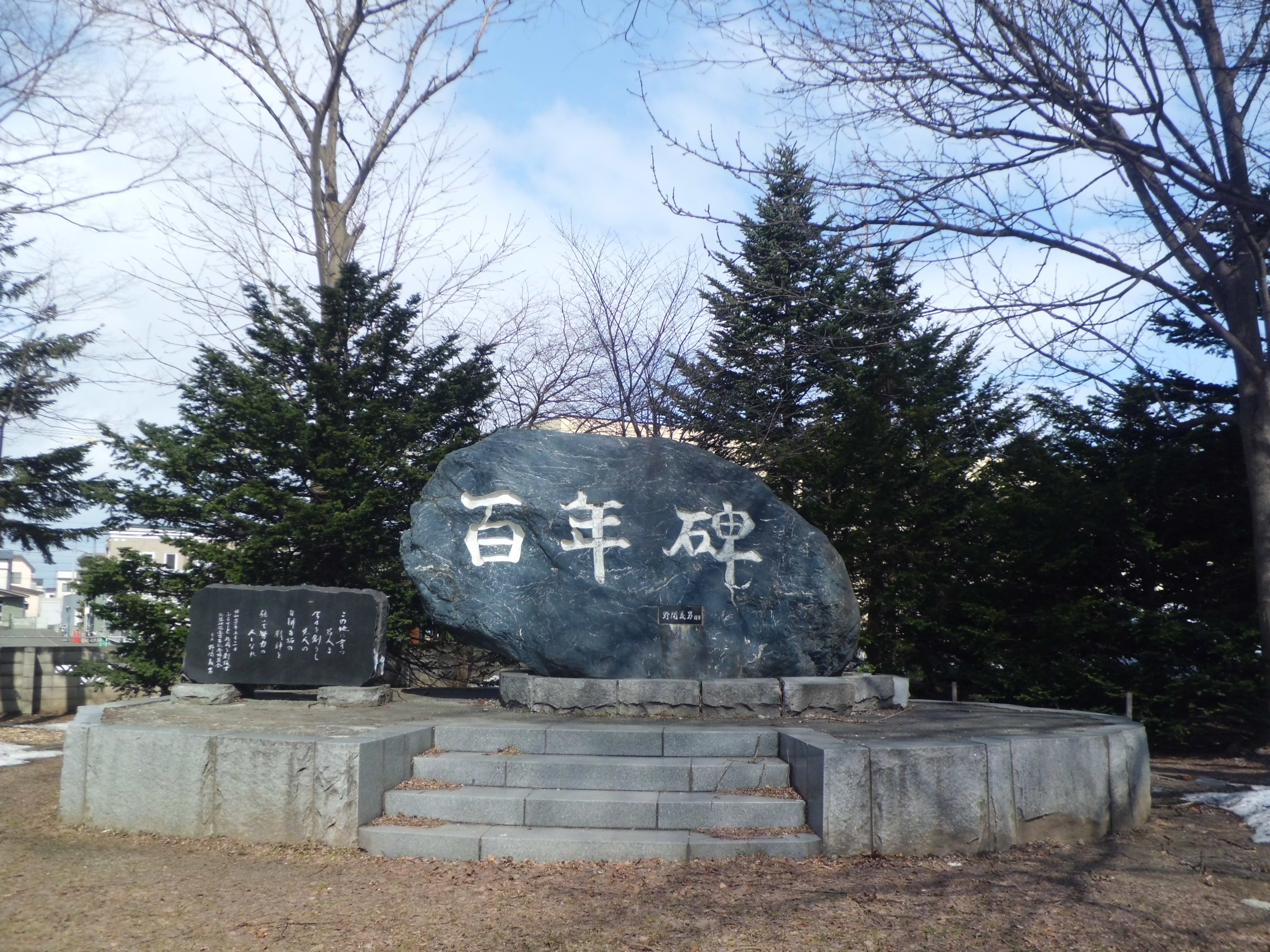
新琴似「百年碑」
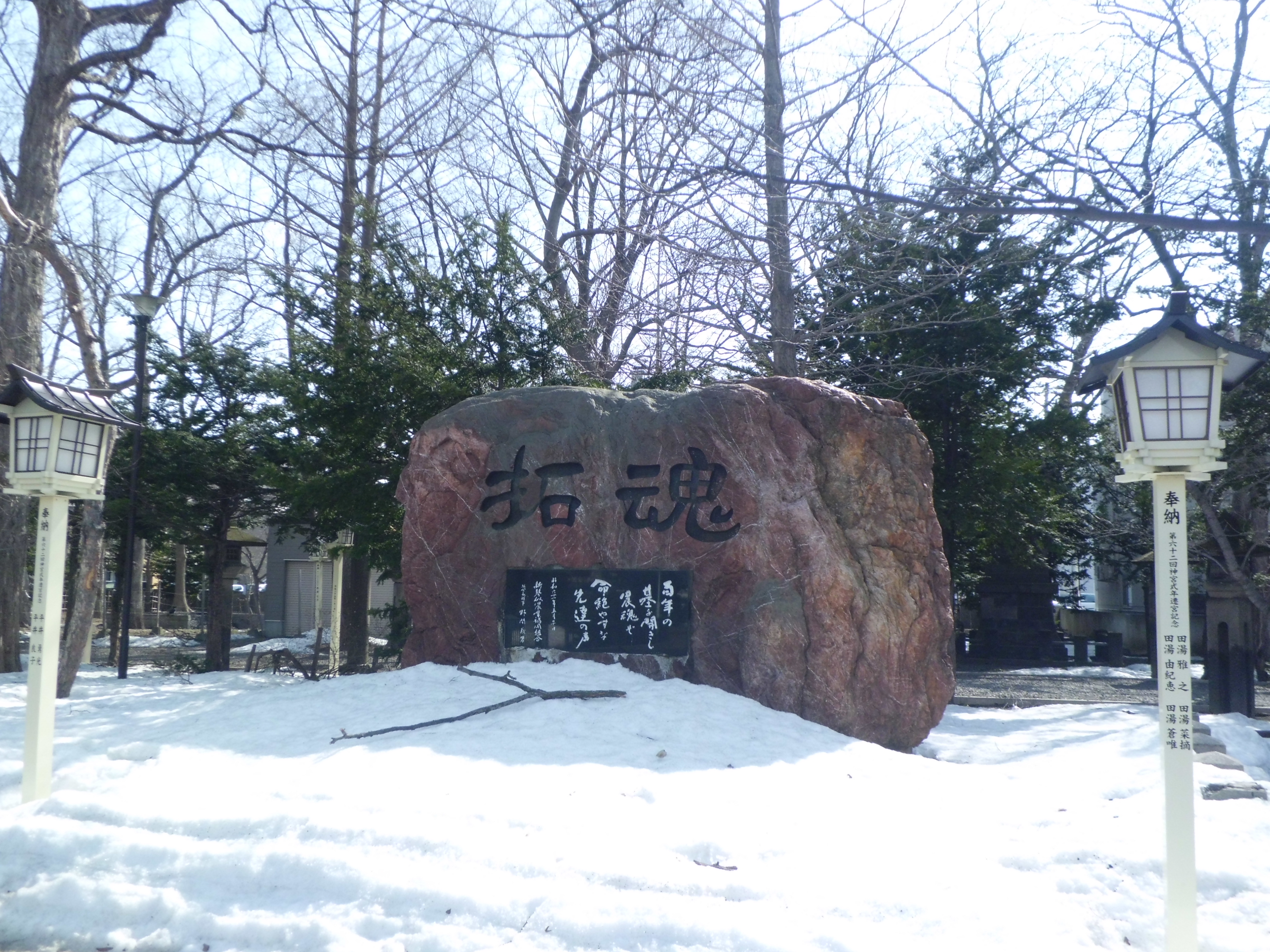
新琴似「拓魂」碑
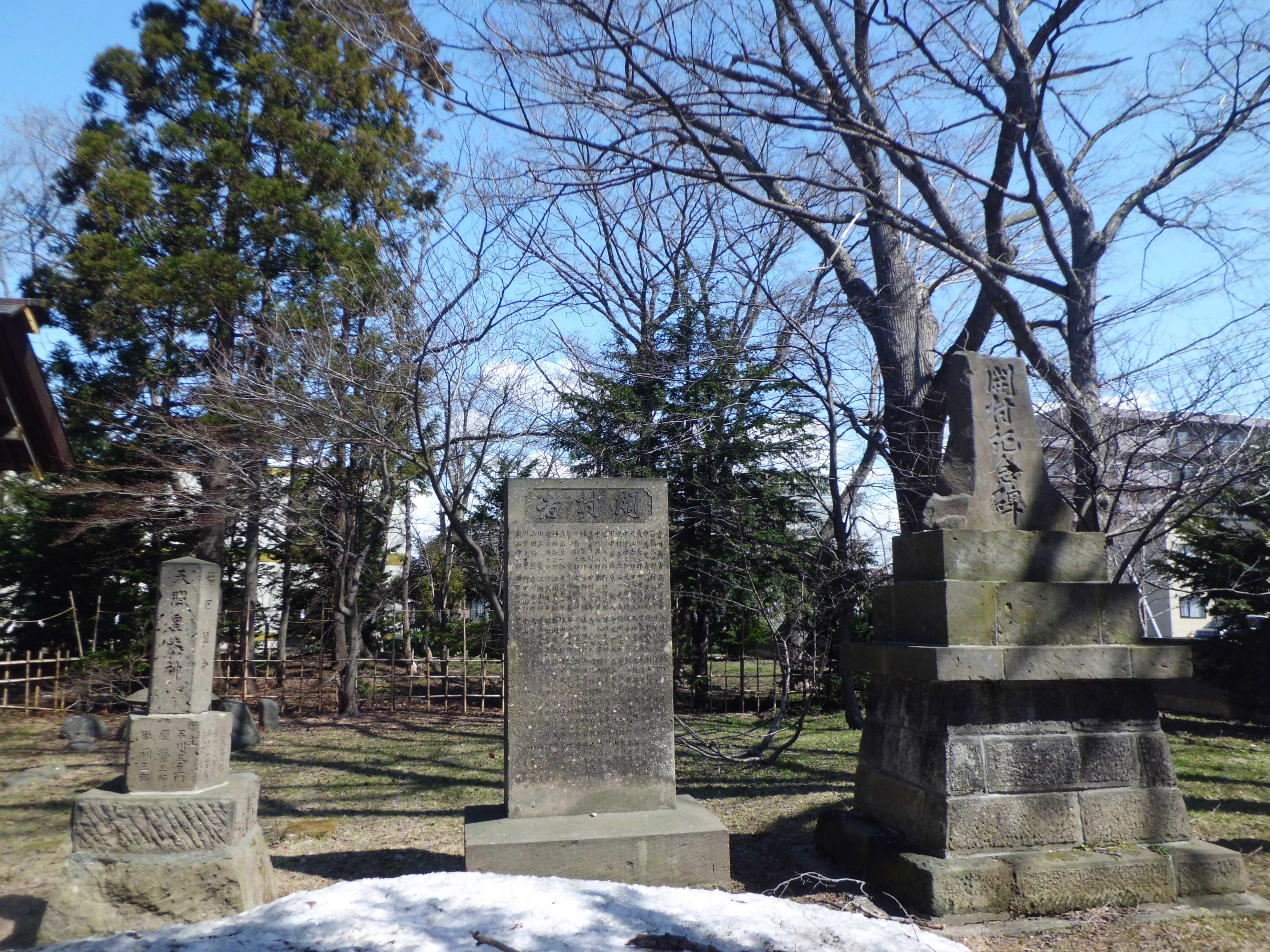
新琴似「開村記念碑」
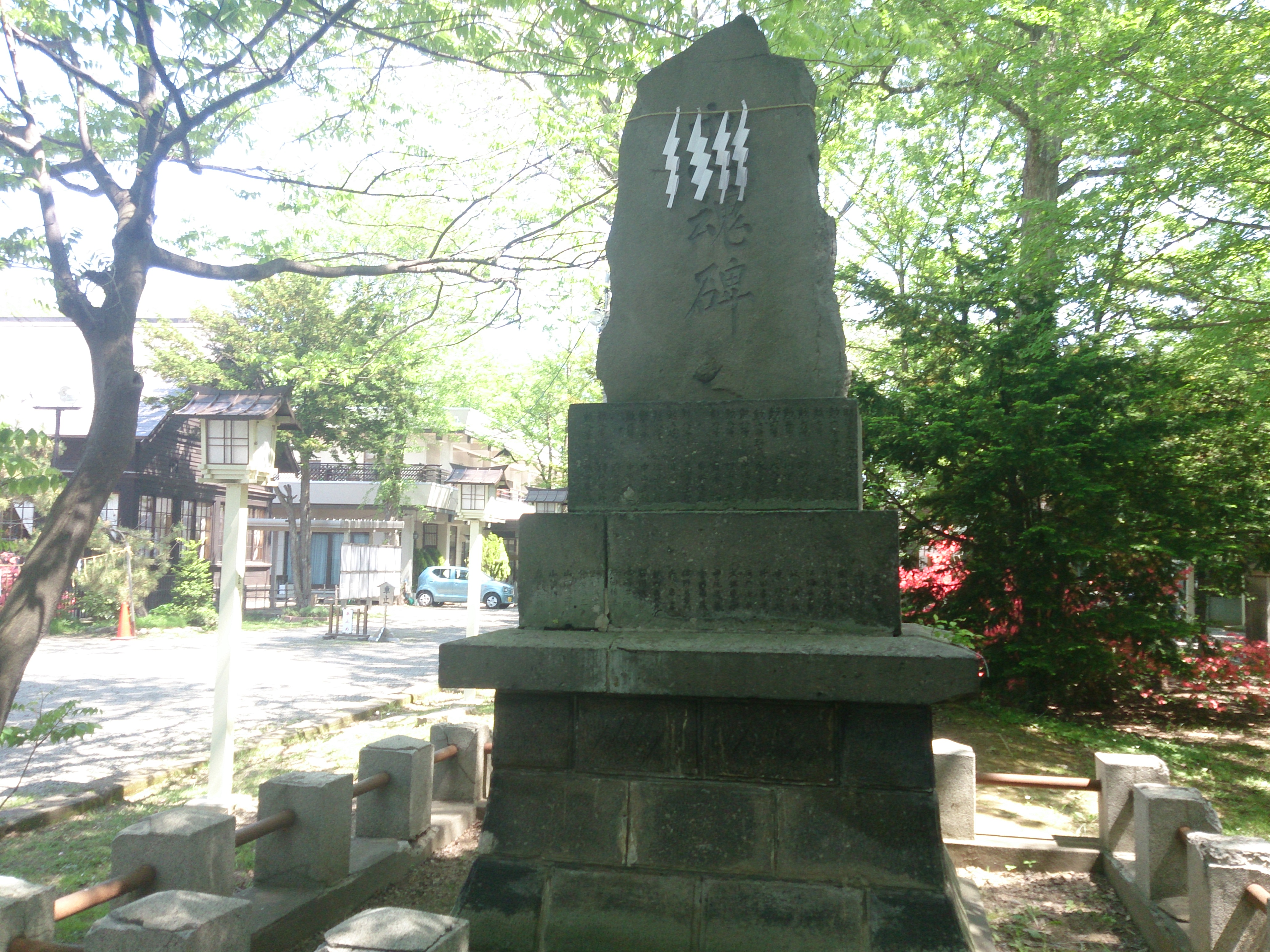
忠魂碑
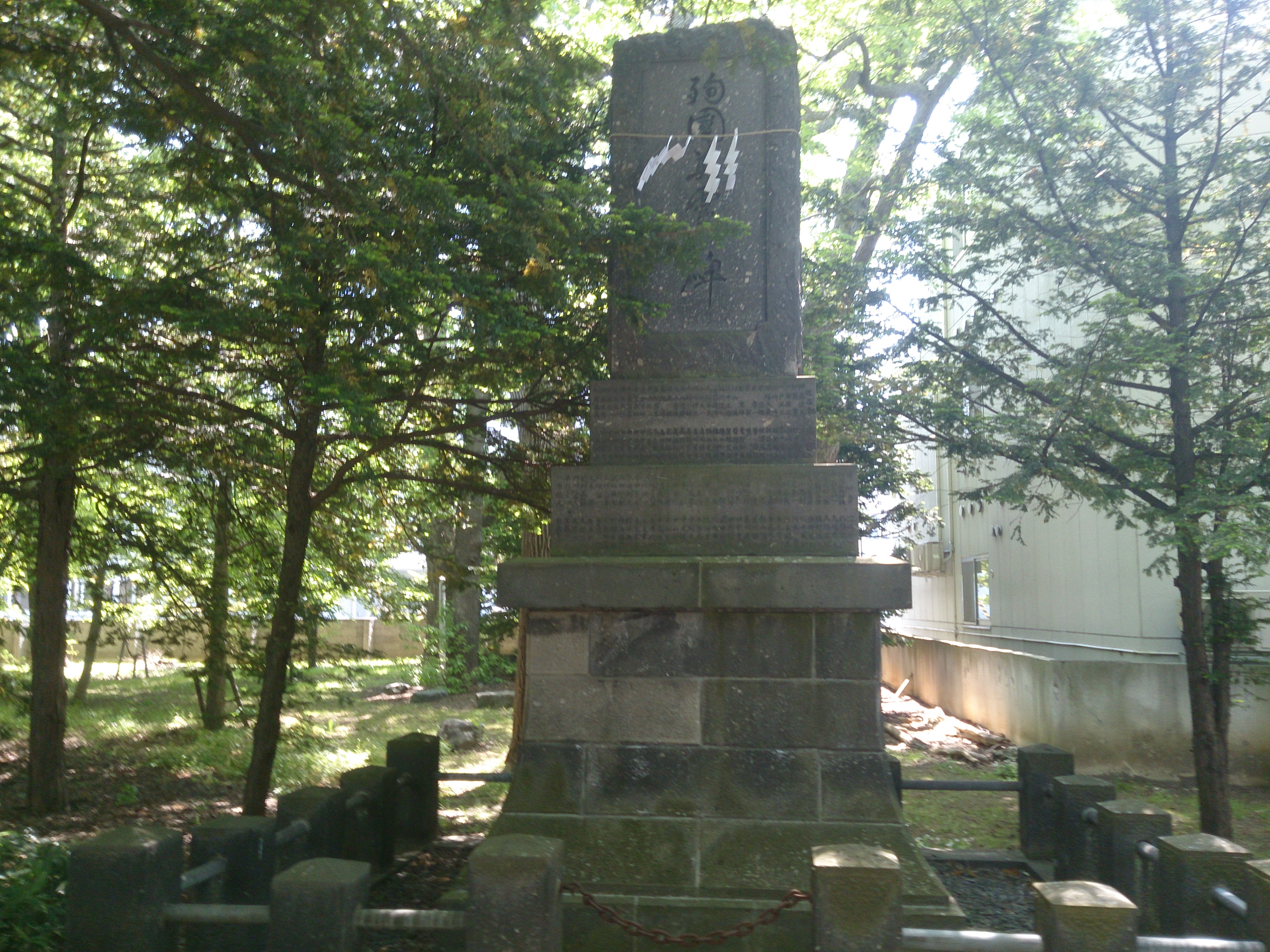
殉国英霊の碑